# مارغريت كرويشانك
مارغريت كرويشانك (بالإنجليزية: Margaret Cruickshank)‏ هي طبيبة نيوزيلندية، ولدت في 1873 في Palmerston, New Zealand ‏ في نيوزيلندا، وتوفيت في 28 نوفمبر 1918 في وايميت ‏ في نيوزيلندا بسبب الإنفلونزا الإسبانية وإنفلونزا.

## النشأة والعائلة
ولدت كروكشانك في يوم رأس سنة 1873 في بالمرستون، وهي بلدة صغيرة في الجزيرة الجنوبية لنيوزيلندا. كانت شقيقتها التوأم تدعى كريستينا، ووالداهما إليزابيث (ولدت باسم تاغارت) وجورج، اللذان هاجرا معًا من اسكتلندا، إلى أستراليا أولًا ثم إلى دونستان في أوتاغو الوسطى، بسبب حمى الذهب هناك.
توفيت والدة كروكشانك في وقت كانت فيه الفتاتان التوأم صغيرتين، وبالتالي احتيج لهما في المنزل للمساعدة في تربية أشقائهما الخمسة الأصغر سنًا. تناوبتا على الذهاب إلى المدرسة، فتاة تذهب للمدرسة والأخرى تبقى في المنزل، وأكملتا دراستهما في مدرسة بلدة بالمرستون الثانوية بهذه الطريقة، ثم ذهبتا معًا إلى مدرسة أوتاغو الثانوية للبنات في دنيدن. كانت كل من الفتاتان دوكسات في عام 1891.

## مهنة الطب
التحقت كروكشانك بكلية الطب في جامعة أوتاغو دنيدن وكانت ثاني امرأة تنهي دراستها في كلية الطب بعد إميلي سيدبرغ، وتخرجت في عام 1897. مارست الطب العام في وايمتي (أول امرأة في نيوزيلندا تقوم بذلك).
أكملت كروكشانك دراساتها العليا في إدنبره ودبلن في عام 1913، وسافرت أيضًا إلى أوروبا وأمريكا. قدم لها شعب وايمتي ساعةً ذهبية وسلسلةً ومحفظةً من مئة جنيه ذهبي، أمام العامة قبل أن تغادر لإظهار تقديرهم. يعرض متحف وايمتي ساعة الجيب الذهبية هذه. يقول النقش الموجود داخل علبة الساعة: «قُدمت إلى مارغريت بي كروكشانك، من أصدقائها الكثر في وايمتي، الثالث عشر من فبراير 1913».
نظمت خلال الحرب العالمية الأولى عمل صندوق الصليب الأحمر في وايمتي، وتولت عبء الحالات عن شريكها الطبيب باركلي، الذي جُنّد وسافر للخارج. كانت أيضًا واحدة من ثلاثة أطباء تشاركوا دوره كمشرف على المستشفى في غيابه. عملت كروكشانك ليلًا ونهارًا عند انتشار جائحة إنفلونزا عام 1918، إذ اعتنت بأطفال الآباء المرضى، وطبخت لهم وجبات الطعام، حتى أنها حلبت بقرة عائلة كان البالغون فيها مرضى، ولا يمكنهم القيام بذلك بأنفسهم. أُصيبت بالمرض في نهاية المطاف، وتوفيت في 28 نوفمبر 1918.

## الإرث
كُشف عن تمثال تذكاري لها في حفل تأبيني في ساحة سيدون في وايمتي في عام 1923. كان من بين المتحدثين في الحفل زميلة كروكشانك السابقة الطبيبة إميلي سيدبرغ، التي مثلت جمعية النساء الطبيات النيوزيلندية، وعضو برلمان وايتاكي، جون باتشنر، ورئيس المجلس المحلي، السيد هارت. كما حضرت الآنسة إم ألين ممثلةً عن جمعية نساء جامعة أوتاغو. كشفت صاحبة عقار كروكشانك- مدة 23 عامًا- السيدة باركلي عن التمثال.
نُحت التمثال من قبل النحات النيوزيلندي ويليام تريثويي. كان أول نصب تذكاري لامرأة بخلاف الملكة فيكتوريا في نيوزيلندا، وكُتب عليه «الطبيبة المحبوبة - المخلصة حتى الممات».
سُمي جناح الولادة في مستشفى وايمات باسمها في عام 1948.
يضم متحف وأرشيف وايمتي مجموعة من الأشياء والرسائل والصور والأعمال الفنية المتعلقة بالطبيبة كروكشانك. يمكن مشاهدة بعضها عبر الإنترنت من خلال الموقع الإلكتروني لمتحف نيوزيلندا.